# 숨구멍

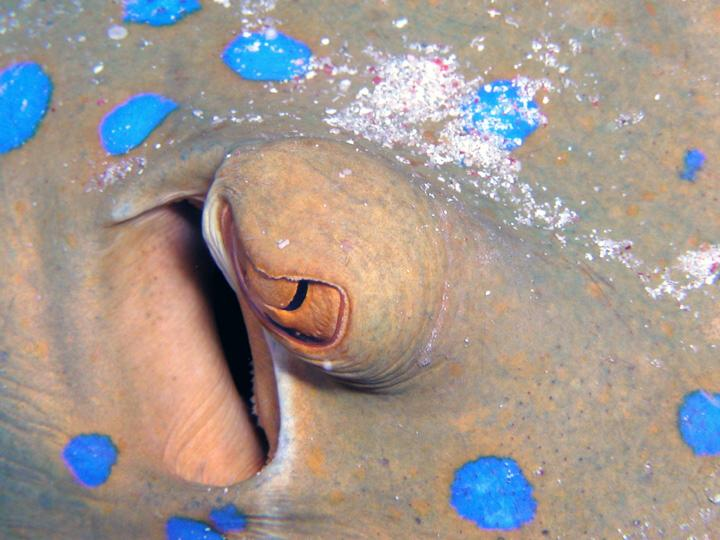
푸른점가오리의 숨구멍

숨구멍(spiracle)은  주로 호흡계에 속한 동물의 숨을 쉬기 위해 표면에 있는 구멍이다. 생물들 마다 관련된 곳이 다른데, 어류는 눈 , 양서류는 아가미 또는 허파와 관련되어있다. 곤충들은 피부에 있다.